# Кончервијано
Кончервијано (итал. Concerviano) је насеље у Италији у округу Ријети, региону Лацио.
Према процени из 2011. у насељу је живело 296 становника. Насеље се налази на надморској висини од 559 м.

## Становништво
| 1936. | 1951. | 1961. | 1971. | 1981. | 1991. | 2001. | 2011. |
| ----- | ----- | ----- | ----- | ----- | ----- | ----- | ----- |
| 1.016 | 1.012 | 819   | 586   | 488   | 461   | 386   | 311   |